# Championnat d'Afrique du Sud de football 1999-2000
Navigation
Saison précédente Saison suivante
La saison 1999-2000 du Championnat d'Afrique du Sud de football est la quatrième édition du championnat de première division en Afrique du Sud. Les dix-huit meilleurs clubs du pays sont regroupés au sein d'une poule unique, où ils s'affrontent deux fois au cours de la saison, à domicile et à l'extérieur. À l'issue du championnat, les deux derniers du classement sont relégués et remplacés par les deux meilleures équipes de National First Division, la deuxième division sud-africaine.
C'est le club de Mamelodi Sundowns, double tenant du titre, qui remporte à nouveau le championnat cette saison, après avoir terminé en tête du classement final, avec onze points d'avance sur les Orlando Pirates et quinze sur les Kaizer Chiefs. C'est le 3e titre de champion d'Afrique du Sud de l'histoire du club.

## Les 18 clubs participants
| - Manning Rangers - Kaizer Chiefs - Orlando Pirates - Bush Bucks - Hellenic FC - Mamelodi Sundowns - Jomo Cosmos - Ajax Cape Town - Supersport United | - Bloemfontein Celtic - Moroka Swallows - Wits University FC - Free State Stars - AmaZulu FC - Mother City FC - Promu de National First Division - African Wanderers - Promu de National First Division - Engen Santos - Tembisa Classic - Promu de National First Division |

## Compétition

### Classement
Le barème utilisé pour établir le classement est le suivant :
- Victoire : 3 points
- Match nul : 1 point
- Défaite : 0 point

| Rang | Équipe              | Pts | J  | G  | N  | P  | Bp | Bc | Diff |
| ---- | ------------------- | --- | -- | -- | -- | -- | -- | -- | ---- |
| 1    | Mamelodi Sundowns T | 75  | 34 | 23 | 6  | 5  | 68 | 34 | +34  |
| 2    | Orlando Pirates     | 64  | 34 | 18 | 10 | 6  | 72 | 36 | +36  |
| 3    | Kaizer Chiefs C     | 60  | 34 | 16 | 12 | 6  | 40 | 22 | +18  |
| 4    | Ajax Cape Town      | 53  | 34 | 15 | 8  | 11 | 43 | 39 | +4   |
| 5    | Manning Rangers     | 52  | 34 | 14 | 10 | 10 | 54 | 49 | +5   |
| 6    | Wits University FC  | 51  | 34 | 12 | 15 | 7  | 36 | 29 | +7   |
| 7    | Jomo Cosmos         | 50  | 34 | 12 | 14 | 8  | 49 | 32 | +17  |
| 8    | Hellenic FC         | 47  | 34 | 13 | 8  | 37 | 62 | 45 | +17  |
| 9    | Tembisa Classic P   | 44  | 34 | 13 | 5  | 16 | 44 | 64 | -20  |
| 10   | Supersport United   | 43  | 34 | 11 | 10 | 13 | 51 | 48 | +3   |
| 11   | Engen Santos        | 43  | 34 | 9  | 16 | 9  | 50 | 52 | -2   |
| 12   | Moroka Swallows     | 42  | 34 | 11 | 9  | 14 | 39 | 52 | -13  |
| 13   | Bush Bucks          | 41  | 34 | 10 | 11 | 13 | 48 | 48 | 0    |
| 14   | Bloemfontein Celtic | 40  | 34 | 10 | 10 | 14 | 46 | 56 | -10  |
| 15   | Free State Stars    | 40  | 34 | 9  | 13 | 12 | 29 | 38 | -9   |
| 16   | African Wanderers P | 35  | 34 | 7  | 14 | 13 | 36 | 54 | -18  |
| 17   | AmaZulu FC          | 36  | 34 | 9  | 9  | 16 | 32 | 44 | -12  |
| 18   | Mother City FC P    | 10  | 34 | 2  | 4  | 28 | 22 | 85 | -63  |

|  | Qualification pour la Ligue des champions 2001                                                     |
|  | Qualification pour la Coupe des Coupes 2001                                                        |
|  | Qualification pour la Coupe de la CAF 2001                                                         |
|  | Relégation directe en National First Division                                                      |
|  | T Tenant du titre C : Vainqueur de la Coupe de Afrique du Sud P : Promu de National First Division |

## Bilan de la saison
| Championnat d'Afrique du Sud de football 1999-2000 |                              |
| Champion                                           | Mamelodi Sundowns (2e titre) |
| Coupes et trophées                                 |                              |
| Vainqueur de la Coupe d'Afrique du Sud 1999-2000   | Kaizer Chiefs                |
| Qualifications continentales                       |                              |
| Ligue des champions 2001                           | Mamelodi Sundowns            |
| Coupe des Coupes 2001                              | Kaizer Chiefs                |
| Coupe de la CAF 2001                               | Ajax Cape Town               |
| Promotions et relégations                          |                              |
| Promus en Premier Soccer League                    | Ria Stars                    |
| Promus en Premier Soccer League                    | Lamontville Golden Arrows    |
| Relégués en National First Division                | AmaZulu FC                   |
| Relégués en National First Division                | Mother City FC               |